# Stratford (Londres)
 (août 2025).
Si vous disposez d'ouvrages ou d'articles de référence ou si vous connaissez des sites web de qualité traitant du thème abordé ici, merci de compléter l'article en donnant les références utiles à sa vérifiabilité et en les liant à la section « Notes et références ».
Pour les articles homonymes, voir Stratford.
Stratford est un quartier de l'East End de Londres, dans le London Borough of Newham, en  Angleterre. Il est situé à 10 km à l'Est-Nord-Est de Charing Cross. 
Stratford comprend les localités de Maryland, East Village, Mill Meads (en) (partagé avec West Ham), Stratford City et Forest Gate. Il fait historiquement partie de l'ancienne paroisse et du district de West Ham.
La fin du XXe siècle a été une période de grave déclin économique, finalement renversée par la régénération associée aux Jeux olympiques d'été de 2012, pour lesquels le parc olympique Queen Elizabeth de Stratford était le principal site et plus tard, le West Ham United FC et British Athletics déménageant au stade olympique.
Stratford, avec Ilford et Romford sont les principaux centres commerciaux, culturels et de loisirs d'East London. Stratford est également devenue le deuxième emplacement commercial le plus important (après Canary Wharf) dans l'est de la capitale.

## Histoire
L'importance précoce de Stratford est due à une route romaine allant d'Aldgate dans la City à Romford, Chelmsford et Colchester, traversant la rivière Lea. À cette époque, les différentes branches de la rivière étaient à marée et non canalisées, tandis que les marais qui les entouraient n'avaient pas encore été asséchés. La vallée de la Lea formait une frontière naturelle entre Essex sur la rive est et Middlesex à l'ouest et constituait un obstacle au commerce et aux voyages terrestres.

### Origine du gué et du nom du lieu
Le nom est enregistré pour la première fois en 1067 sous le nom de Strætforda et signifie « gué sur une voie romaine ». Il est formé du vieil anglais « stræt » (dans l'anglais moderne « street ») et « ford ». L'ancienne traversée de la rivière se trouvait à un endroit incertain au nord de Stratford High Street.
Le quartier d'Old Ford dans le nord de Bow - à l'ouest de Lea et maintenant dans Tower Hamlets - est nommé d'après l'ancien passage à niveau, tandis que Bow lui-même était également initialement nommé Stratford, du même gué, et une variété de suffixes ont été utilisés pour distinguer le deux colonies distinctes.

### Pont en arc
En 1110, Matilda, épouse d'Henri Ier, ordonna la construction d'un pont en forme d'arc distinctif (arqué) au-dessus de la rivière Lea, ainsi qu'une chaussée à travers les marais le long de la ligne maintenant occupée par Stratford High Street. Les rapports indiquent qu'elle (ou sa suite) a rencontré des problèmes pour traverser la rivière pour se rendre à l'abbaye de Barking.
Le Stratford occidental est alors devenu suffixé par «-atte-Bow » (à l'arc), devenant finalement simplement connu sous le nom de Bow, tandis qu'avec le temps, le Stratford oriental a perdu son suffixe « Langthorne ».
Le pont a été réparé et amélioré plusieurs fois au cours des siècles jusqu'à sa démolition et son remplacement au XIXe siècle.

### Abbaye de Stratford Langthorne
En 1135, l'Ordre cistercien a fondé l'abbaye de Stratford Langthorne, également connue sous le nom de West Ham Abbey. Il est devenu l'un des monastères les plus grands et les plus riches d'Angleterre, possédant 1 500 acres (610 hectares) dans la région immédiate et 20 manoirs dans l'Essex.
L'abbaye était située entre la rivière Channelsea et Marsh Lane (Manor Road). Il ne reste rien de visible sur le site, car après sa dissolution par Henri VIII en 1538, les propriétaires fonciers locaux ont emporté une grande partie de la pierre pour leurs propres bâtiments et le terrain a ensuite été urbanisé.
Une fenêtre en pierre et une sculpture représentant des crânes - qui auraient été au-dessus de la porte du charnier - subsistent dans l'église All Saints de West Ham (datant d'environ 1180). La grande porte de l'abbaye a survécu à Baker's Row jusqu'en 1825.
La porte de l'ancien palais de justice, dans l'avenue Tramway (Stratford), affiche les armoiries de l'abbaye. Les Chevrons de ce dispositif, à l'origine des armes de la famille Mountfitchet, ainsi qu'un abbatial de Crozier ont été incorporés dans les bras de l'ancien arrondissement de West Ham en 1887. Le nouveau quartier londonien de Newham a adopté les mêmes armes en 1965.

### Industrialisation
L'industrialisation de Stratford a commencé lentement et s'est accélérée rapidement au début de l'ère victorienne.

#### Économie pré-industrielle
Stratford était à l'origine une communauté agricole, dont la proximité de Londres offrait un marché prêt pour ses produits. Au XVIIIe siècle, la région autour de Stratford était réputée pour la culture de la pomme de terre, une entreprise qui s'est poursuivie au milieu des années 1800. 

#### Premiers développements

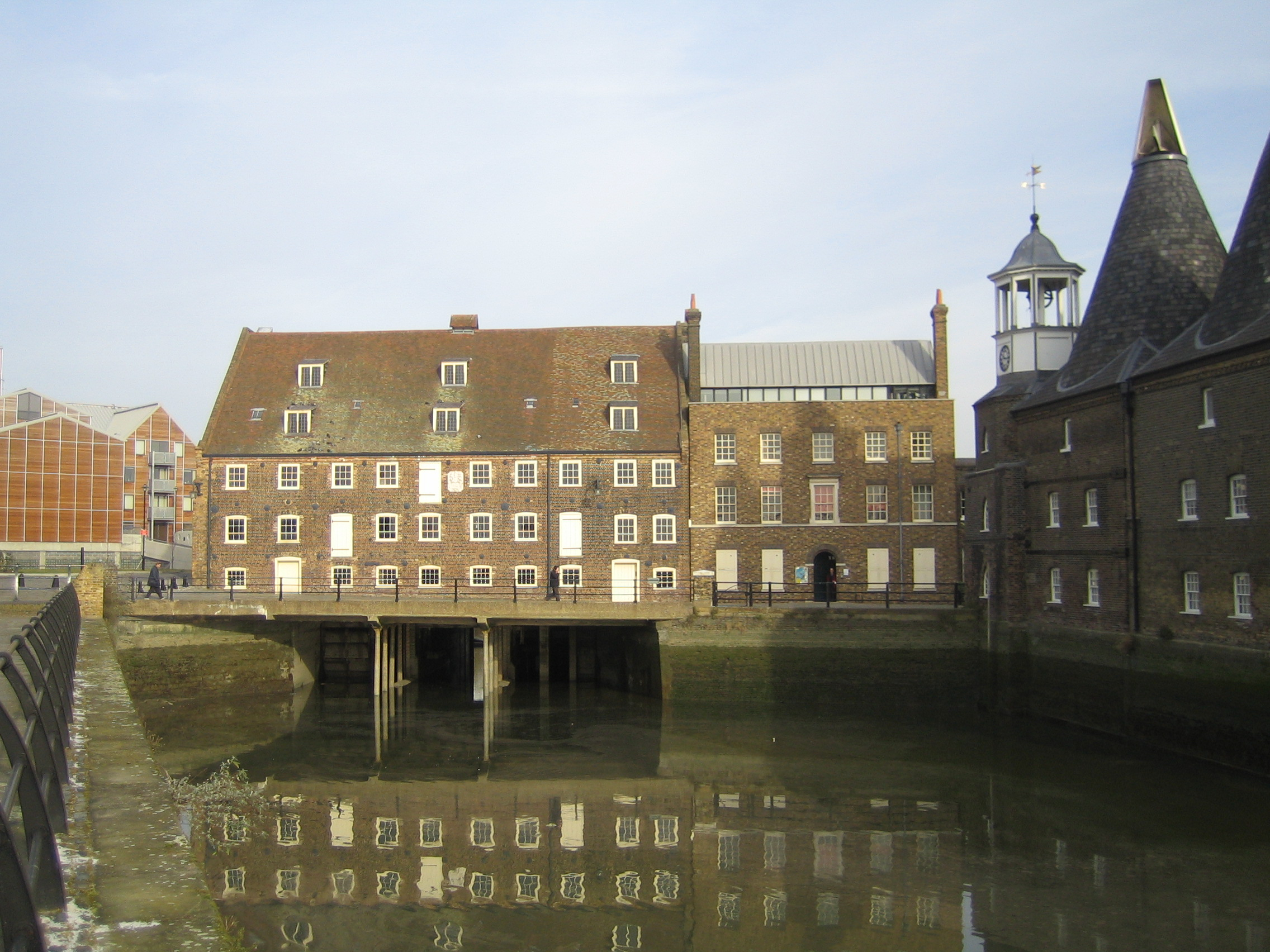
House Mill, ancien moulin à marée, construit en 1776.

Une des premières entreprises industrielles de Stratford était la fabrique de porcelaine Bow, qui, malgré son nom, se trouvait du côté Essex de la rivière Lea. En utilisant un procédé breveté en 1744, Edward Heylin et Thomas Frye exploitaient une usine près de Bow Bridge appelée New Canton pour produire certaines des premières porcelaines à pâte molle à être fabriquées dans le pays. Le site de l'usine était au nord de Stratford High Street près du Bow Flyover moderne ; il a fait l'objet de fouilles archéologiques en 1921 et 1969.

#### Accélération victorienne
L'ère victorienne a vu la croissance considérablement accélérée par trois facteurs principaux : le Metropolitan Building Act, l'arrivée du chemin de fer et la création des Royal Docks à proximité.
Une croissance rapide a suivi la Metropolitan Building Act en 1844. Cette loi a empêché les industries dangereuses et nocives d'opérer dans la région métropolitaine, dont la limite était la rivière Lea. Par conséquent, bon nombre de ces activités ont été délocalisées sur les rives du fleuve. En conséquence, West Ham est devenu l'un des principaux centres de fabrication de la Grande-Bretagne victorienne pour les produits pharmaceutiques, les produits chimiques et les aliments transformés. Cette croissance rapide lui a valu le nom de « London over the border ». Au début du XIXe siècle, Stratford était une plaque tournante du transport, avec des omnibus et des autocars circulant à Londres quatre fois par heure et des autocars d'East Anglia passant toutes les heures. 
La gare de Stratford a été ouverte le 20 juin 1839 par le Eastern Counties Railway (ECR). Le Northern and Eastern Railway a ouvert une section de sa ligne autorisée à partir de Broxbourne pour rejoindre l'ECR à Stratford le 15 septembre 1840. Un chantier ferroviaire et un dépôt de moteurs et de matériel roulant ont été créés en 1847 au nord de Stratford. À leur apogée, les travaux employaient plus de 2 500 personnes, dont beaucoup avaient des maisons, ainsi que d'autres cheminots, dans la ville qui s'est développée à proximité. 
La dernière partie des travaux s'est terminée en mars 1991.

### XXesiècle
Stratford, comme de nombreux quartiers de Londres, en particulier dans l'East End, a subi une importante désindustrialisation au XXe siècle. Cela a été aggravé par la fermeture des Docks de Londres dans les années 1960. Vers cette époque, le centre commercial Stratford a été construit, amorçant des efforts pour guider la région à travers le processus de transformation d'un centre industriel et de transport de la classe ouvrière en une destination de vente au détail et de loisirs à l'époque contemporaine. Ces efforts se sont poursuivis avec la candidature olympique pour Stratford et les travaux de régénération urbaine en cours.

## Géographie
Stratford a commencé comme hameau dans la partie nord-ouest de l'ancienne paroisse de West Ham, alors que la zone urbanisée s'étendait, augmentait sa population et fusionnait avec les districts voisins.
Sauf en tant que quartier, Stratford n'a jamais été une unité administrative et, comme de nombreux districts de Londres, n'a donc pas de limites formellement définies. Cependant, Stratford occupe la partie nord-ouest de West Ham et prend donc les limites nord-ouest de cette zone ; frontières qui sont devenues la limite nord-ouest du quartier moderne de Londres de Newham.
De cette façon, la rivière Lea et le réseau complexe des rivières Bow Back marquent les limites ouest de la zone, qui s'étend également vers le nord jusqu'à la limite de l'arrondissement londonien de Waltham Forest.

## Gouvernance
Stratford fait partie de la circonscription de West Ham, représentée à la Chambre des communes du Parlement britannique depuis 2005 par Lyn Brown du Labour Party.
L'arrondissement moderne a un quartier électoral nommé « Stratford et New Town ».

### Codes postaux
Le Royal Mail a donné le code postal E20 aux développements du Parc Olympique et de Stratford City ; cela n'était auparavant utilisé que par le feuilleton de la BBC EastEnders pour son cadre fictif de l'est de Londres, Walford.

## Démographie
Depuis le recensement de 2011, les Blancs britanniques sont le groupe ethnique le plus important dans le quartier de Stratford et New Town, avec 21 % de la population, suivis des autres blancs avec 19 % et des Noirs africains avec 13 %.

## Politique locale
Les résidents de Stratford font partie du quartier de Stratford et de New Town. Ils élisent trois conseillers tous les quatre ans pour les représenter au Conseil de Newham. 
| Parti              | Parti                 | Candidat              | Voix   | % | ± |
| ------------------ | --------------------- | --------------------- | ------ | - | - |
|                    | Travailliste          | Joshua Garfield       | 3,288  | ' | ' |
|                    | Travailliste          | Nareser Osei          | 2,970  | ' | ' |
|                    | Travailliste          | Terence Paul*         | 2,825  | ' | ' |
|                    | Libéral Démocrate     | Gareth Evans          | 1,395  |   |   |
|                    | Green                 | Rachel Nunson         | 1,017  |   |   |
|                    | Libéral Démocrate     | Sheree Miller         | 848    |   |   |
|                    | Libéral Démocrate     | James Rumsby          | 790    |   |   |
|                    | Conservateur          | Andrius Kavaliauskas  | 642    |   |   |
|                    | Conservateur          | John Oxley            | 635    |   |   |
|                    | Conservateur          | Shardi Shameli        | 529    |   |   |
|                    | Christian Peoples     | John Falana           | 172    |   |   |
|                    | Christian Peoples     | Esther Smith          | 136    |   |   |
| Participation      |                       |                       |        |   |   |
| Registre électeurs | Registre électeurs    | Registre électeurs    | 18,252 |   |   |
|                    | Travailliste maintien | Travailliste maintien | Swing  |   |   |
|                    | Travailliste maintien | Travailliste maintien | Swing  |   |   |
|                    | Travailliste maintien | Travailliste maintien | Swing  |   |   |

| Parti              | Parti                 | Candidat              | Voix   | %    | ± |
| ------------------ | --------------------- | --------------------- | ------ | ---- | - |
|                    | Travailliste          | Charlene McLean       | 4,607  | '    | ' |
|                    | Conservateur          | Matthew Gass          | 1,778  |      |   |
|                    | Green                 | Isabelle Anderson     | 1,170  |      |   |
|                    | UKIP                  | Jamie Ross McKenzie   | 403    |      |   |
|                    | Christian Peoples     | Joe Mettle            | 99     |      |   |
|                    | TUSC                  | Bob Severn            | 70     |      |   |
| Majorité           | Majorité              | Majorité              |        | 35,0 |   |
| Participation      | Participation         | Participation         | 8,127  |      |   |
| Registre électeurs | Registre électeurs    | Registre électeurs    | 15,024 |      |   |
|                    | Travailliste maintien | Travailliste maintien | Swing  |      |   |

| Parti              | Parti                 | Candidat              | Voix   | % | ± |
| ------------------ | --------------------- | --------------------- | ------ | - | - |
|                    | Travailliste          | Charlene McLean       | 2,582  | ' | ' |
|                    | Travailliste          | Richard Crawford      | 2,517  | ' | ' |
|                    | Travailliste          | Terry Paul            | 2,449  | ' | ' |
|                    | Conservateur          | Matt Gass             | 777    |   |   |
|                    | Conservateur          | Bilal Hassan          | 744    |   |   |
|                    | Conservateur          | Augustine Chipungu    | 646    |   |   |
|                    | Christian Peoples     | Julie Afiari          | 199    |   |   |
|                    | Christian Peoples     | Florence Asiwaju-Dada | 174    |   |   |
|                    | Christian Peoples     | John Falana           | 157    |   |   |
| Participation      |                       |                       |        |   |   |
| Registre électeurs | Registre électeurs    | Registre électeurs    | 11,722 |   |   |
|                    | Travailliste maintien | Travailliste maintien | Swing  |   |   |
|                    | Travailliste maintien | Travailliste maintien | Swing  |   |   |
|                    | Travailliste maintien | Travailliste maintien | Swing  |   |   |

## Religion
Les deux principales confessions du peuple sont le christianisme et l'islam, avec 8 106 chrétiens et 3 643 musulmans[réf. nécessaire].
L'église paroissiale de l'Église d'Angleterre de Stratford est l'église des années 1830 appelée St John's sur Stratford Broadway, une artère majeure et fait partie du diocèse de Chelmsford, lui-même faisant partie de la province de Cantorbéry. C'est un bâtiment classé Grade II. Dans son cimetière se trouve un mémorial des martyrs de Stratford, qui ont été brûlés sur le bûcher en 1556 sous le règne de la reine Mary. Le mémorial lui-même est octogonal avec des plaques de terre cuite sur chaque face, surmonté d'une flèche à douze côtés. Il a été dévoilé en 1878.

## Économie
Les deux centres commerciaux de Stratford : le Stratford Centre et le Westfield Stratford City ouvert en 2011, se trouvent de chaque côté de la gare de Stratford International. Westfield Stratford City, qui abrite 350 magasins, est l'un des plus grands centres commerciaux d'Europe.

### Régénération
Stratford est au cœur de la régénération depuis quelques années à mesure que l'économie locale s'est développée et est le siège de plusieurs grands projets.
Westfield Stratford City est un projet de plusieurs milliards de livres destiné à régénérer les terrains ferroviaires de 73 hectares de friches industrielles au nord du centre-ville existant. Le vaste centre commercial dont la taille serait supérieure à celle de Bluewater a été ouvert en septembre 2011. Il possède des magasins d'ancrage pour John Lewis, Waitrose et Marks and Spencer, en plus d'autres noms familiers comme Apple et Primark. Le centre possède une gamme de restaurants, un cinéma et un casino, ce qui en fait une destination de loisirs en soi, ainsi que ses commerces. À proximité se trouvera une nouvelle communauté spécialement conçue de 5 000 maisons, bureaux, écoles, espaces publics, installations municipales et autres, destinée à devenir un centre métropolitain majeur pour l'Est de Londres, le tout coïncidant avec l'ouverture des Jeux olympiques en juillet 2012.
Les Jeux olympiques et paralympiques de 2012 avaient leur base principale dans le parc olympique, qui contenait un nombre important de sites, dont le stade olympique, le centre aquatique et le London Velopark. Ce qui était le village olympique des athlètes doit être restructuré en tant que nouveau développement East Village, offrant 3 500 maisons, moitié abordables et moitié privées. Les plans hérités post-olympiques incluent le plus grand nouveau parc urbain d'Europe depuis plus d'un siècle, et la nouvelle Chobham Academy.

## Divertissement
Le quartier culturel de Stratford, adjacent au centre commercial, abrite plusieurs lieux artistiques, bars et cafés, tels que le Theatre Royal Stratford East, conçu par l'architecte James George Buckle, commandé par l'acteur-directeur Charles Dillon en 1884. « Stratford East » n'est cependant pas un lieu; l'« Est » est utilisé pour différencier Stratford (est de Londres) et Stratford-upon-Avon. Stratford Circus est un lieu d'arts du spectacle contemporain conçu par les architectes Levitt Bernstein et construit avec le financement de la Loterie nationale qui a ouvert ses portes en 2001.
Damnably Records a déménagé à Stratford de Forest Gate en 2014 et est dirigé par George Gargan, un musicien né à Manor Park du groupe Former Utopia et Lazarus Clamp (1999-2003). Le Discover Children's Story Centre est un partenaire du quartier culturel qui est un monde du conte spécialement conçu et le jardin du conte sont des espaces de jeu créatifs, il fonctionne avec les écoles, les bibliothèques et la communauté locale.
Stratford a été utilisé comme lieu de tournage pour de nombreux films, notamment Sparrows Can't Sing (1963) et Bronco Bullfrog (1970), Batman Begins (2005) et Attack the Block (2011). Le film promotionnel du single Penny Lane des Beatles a été tourné dans et autour de la partie sud d'Angel Lane, démoli à la fin des années 1960 pour construire le Stratford Center.

## Sports
Stratford abrite le Queen Elizabeth Olympic Park, un complexe sportif construit pour les Jeux olympiques d'été et les Jeux paralympiques de 2012 et porte le nom d'Elizabeth II pour commémorer son jubilé de diamant.
Les premiers Jeux annuels Invictus (mis en place par le prince Harry) ont eu lieu du 10 au 14 septembre 2014 dans le parc, des événements ont eu lieu dans de nombreux sites utilisés pendant les Jeux olympiques de 2012, y compris la Copper Box et le Lee Valley Athletics Center qui avait 300 concurrents de 13 pays qui ont combattu aux côtés du Royaume-Uni lors de récentes campagnes militaires y ont participé.
Le club de football de Premier League West Ham United FC est basé à Stratford Queen Elizabeth Olympics Park. De 1904 à 2016, le stade du club était Boleyn Ground à Upton Park. En 2016, West Ham a déménagé sur un nouveau terrain polyvalent, le London Stadium, qui abrite également UK Athletics (connu sous le nom de British Athletics) qui partage des parts avec West Ham. Le stade a accueilli quelques matchs de la Coupe du monde de rugby 2015 et de l'union de rugby anglais ainsi que les Championnats du monde IAAF 2017 et les Championnats du monde de para-athlétisme 2017.
Le Centre aquatique de Londres est également dans le parc et est une installation intérieure avec deux piscines de 50 mètres et a un plongeoir de 25 mètres.

## Éducation
L'Université d'East London (UEL) possède un campus majeur à Stratford, dont le bâtiment principal, University House, est un bâtiment historique classé datant du XIXe siècle. 
Le Newham College of Further Education est un collège d'enseignement supérieur qui a un campus à Stratford qui a ouvert ses portes en 1993 avec Stratford comme site d'enseignement secondaire. En avril 2016, le collège a annoncé une alliance stratégique avec l'Université d'East London.
La Chobham Academy est une académie dans le quartier de Stratford d'East Village et est dirigée par la Fédération Harris qui a ouvert ses portes en septembre 2013. Elle est classée comme un campus éducatif et comprend une crèche, une école primaire et secondaire, une sixième forme et un centre d'apprentissage pour adultes.
L'école Sarah-Bonnell est l'une des plus anciennes écoles de filles d'Angleterre et est actuellement[Quand ?] une école secondaire réservée aux filles. 
La Carpenters Primary School est une école publique du Carpenters Estate, la société de livreurs de la City of London Worshipful Company of Carpenters a des liens étroits avec l'école qui octroie régulièrement des subventions. L'école est construite sur un site à côté du Carpenters 'Institute d'origine.
D'autres écoles à Stratford incluent Colegrave, John F. Kennedy et aussi St Francis et Maryland dans la localité de Maryland.

## Transport

### Rail
La gare de Stratford est un important échangeur du National Rail sur la Great Eastern Main Line, la North London Line et la Lea Valley Lines. Selon les chiffres de 2017-2018, 40,08 millions de passagers sont entrés ou sortis de la gare, ce qui en fait la 7e gare la plus fréquentée du Royaume-Uni. La gare est gérée par TfL Rail. 
La gare de Stratford International, au nord-ouest, est sur la ligne à grande vitesse 1 (HS1) de St Pancras International à Kent, et est desservie par des services nationaux à grande vitesse du sud-est. Elle est en correspondance avec la station Stratford International (DLR), terminus de la branche est-nord, ouverte en 2012, du Docklands Light Railway.
La partie est du centre-ville de Stratford est desservie par la gare de Maryland. Le service Liverpool Street-Shenfield via Ilford et Romford, connu sous le nom de service de métro Shenfield, fonctionne toutes les 10 minutes et est exploité par TfL Rail.

## Personnalités liées au quartier
- Dorothea Beale (1831-1906), pédagogue britannique
- Sam Brown
- Bryan Forbes
- Luke Howard
- Anna Kingsford
- Christine Ohuruogu
- The The